# Sportpalast Sokolniki
Der Sportpalast Sokolniki (russisch Дворец Спорта «Сокольники») war eine Mehrzweckhalle im Stadtteil Sokolniki des Östlichen Bezirks der russischen Hauptstadt Moskau.

## Geschichte
Das damals offene Kunsteisstadion wurde am 14. April 1956 eröffnet. In Vorbereitung der Sommer-Universiade 1973 wurde das Stadion überdacht. 1975 wurde entschieden, die Halle als Spielort des Olympischen Handball-Turniers 1980 zu nutzen. In der Folge wurde es renoviert und durch einen fünfstöckigen Funktionsbau erweitert.
Der Hauptnutzer der Sporteinrichtung war der Eishockeyclub HK Spartak Moskau. Zum Gebäudekomplex des Sportpalastes gehörten zuletzt ein Sportgelände, das zwei Tennisplätze, Sportplätze für Handball und Fußball, ein Fitnesscenter und Gymnastikraum, zwei Turnhallen sowie zwei Tanzsäle umfasste.
Der Sportpalast wurde 2019 geschlossen und im Dezember 2021 abgerissen.